# Kdo je žid?

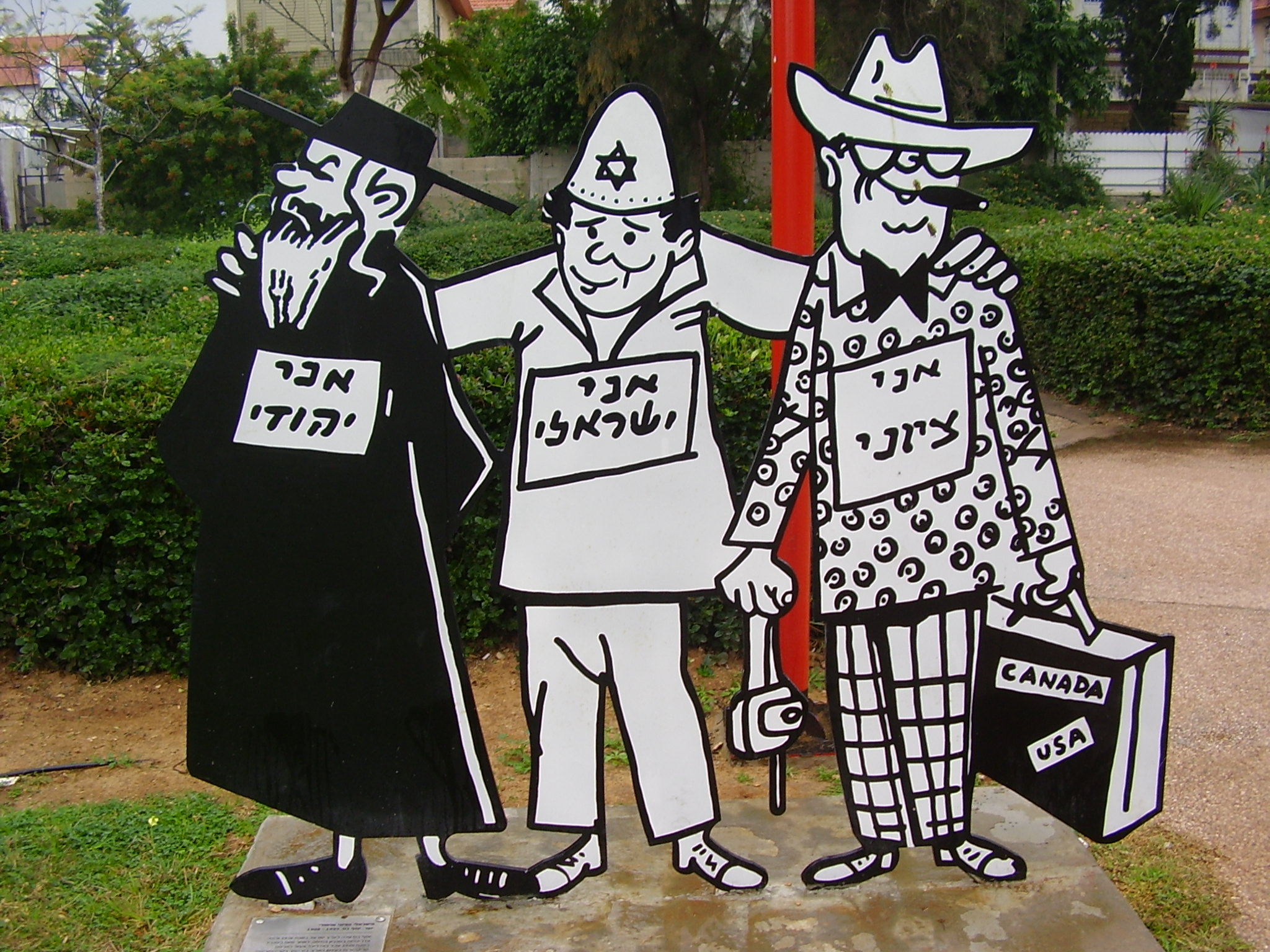
מיהו יהודי / „Kdo je Žid?“ – Karikatura Josefa Basse u vstupu do izraelského muzea karikatur a komiksů v Cholonu

Kdo je žid? (hebrejsky ? מיהו יהודי‎ [ˈmihu jehuˈdi]) je v novodobé židovské tradici základní otázka židovské identity, na niž nelze jednoznačně odpovědět. 
Otázka je tématem diskuse a kontroverzí v židovských společenstvích. Za Žida je dle ortodoxního judaistického pohledu izraelského právního systému považován ten, kdo má židovskou matku nebo aspoň jednoho z prarodičů, a ten, kdo konvertoval k judaismu. Z národnostního pohledu je zcela jasné, že židovský národ nikdy nezanikl.[zdroj?] I když se v dějinách prohlašovali Židé za příslušníky jiných národů, stále zde byli i ti, kteří se identifikovali za Židy a Židovky, žijící jako národ v diaspoře. Vymezení úzce souvisí s židovskou emancipací a identifikací (19. století až první polovina 20. století). V tomto období hledání a dovysvětlování se část Židů žijících v Rakousku-Uhersku přihlásila k české nebo německé národnosti, přičemž sami sebe prohlašovali za české či německé Židy.

## Judaismus
Pro ortodoxní židy je Židem pouze osoba, která má židovskou matku, nebo která konvertovala k judaismu. Za Židy je považováno také množství osob, které nejsou židé ve smyslu náboženském, tedy nevyznávají judaismus. Jsou to třeba dnešní mesiánští Židé, kteří vyznávají Ježíše jako Mesiáše, bez jazykové transformace do řečtiny a latiny, např. Kristus. Užívají jen hebrejštinu a aramejštinu, např. Ješua. 
Dle humanistického judaismu je židem osoba, která studuje světské i duchovní židovské tradice a deklaruje se jako žid, i bez národnosti.

## V izraelském právu
Dle izraelského práva je Židem osoba, která má židovskou matku, byť právo na občanství bez oficiálního uznání takové osoby za Žida má každá osoba, která má alespoň jednoho prarodiče, který byl Židem. Osoba, která konvertovala k judaismu, je za žida považována na základě uděleného státního občanství v Izraeli. Mimo Izrael každá, na základě prohlášeného vyznání a po schválení židovskou obcí.  